# Émile Magniaudé
Émile Magniaudé, né le 21 février 1851 à Passy (Seine) et mort le 2 mai 1924 à Paris, est un homme politique français.

## Biographie
Industriel dans le textile, il est maire de Condé-sur-Aisne et conseiller général. Il est député de l'Aisne de 1898 à 1919, siégeant sur les bancs radicaux.
Le 19 décembre 1905, il devient l'un des secrétaires du comité exécutif du Parti républicain, radical et radical-socialiste (PRRRS).

## Sources
- « Émile Magniaudé », dans le Dictionnaire des parlementaires français (1889-1940), sous la direction de Jean Jolly, PUF, 1960 [détail de l’édition]